# 半井明親
半井 明親（なからい あきちか、生年不詳 - 天文16年4月7日（1547年4月26日））は、室町時代後期（戦国時代）の医師。初代半井驢庵（なからい ろあん）として知られ、ほかに春蘭軒などの号がある。子孫は驢庵の称号を受け継いだ。

## 生涯

### 生い立ち
典薬頭・半井（和気）利長の子として生まれる。幼名は与十郎。明親の生年についてははっきりしない。
中世、宮廷医師の最高位である典薬頭と施薬院使は、丹波家・和気家が独占するようになった。和気家は和気明茂（茂成）のあと、丹波重頼の子である明重・利長の兄弟を相次いで養子に迎えた。明重は和気家・丹波家両派の医術を兼修して典薬頭を務めた。利長はその家を継ぎ、多くの医学書を著した。
なお、「半井」の家名は、後述の通り明親（初代驢庵）に由緒づける説明が知られているが、和気明茂が宝徳3年（1451年）に従三位に叙せられた際にすでに「半井」の家名が見られる。

### 名前と家紋について

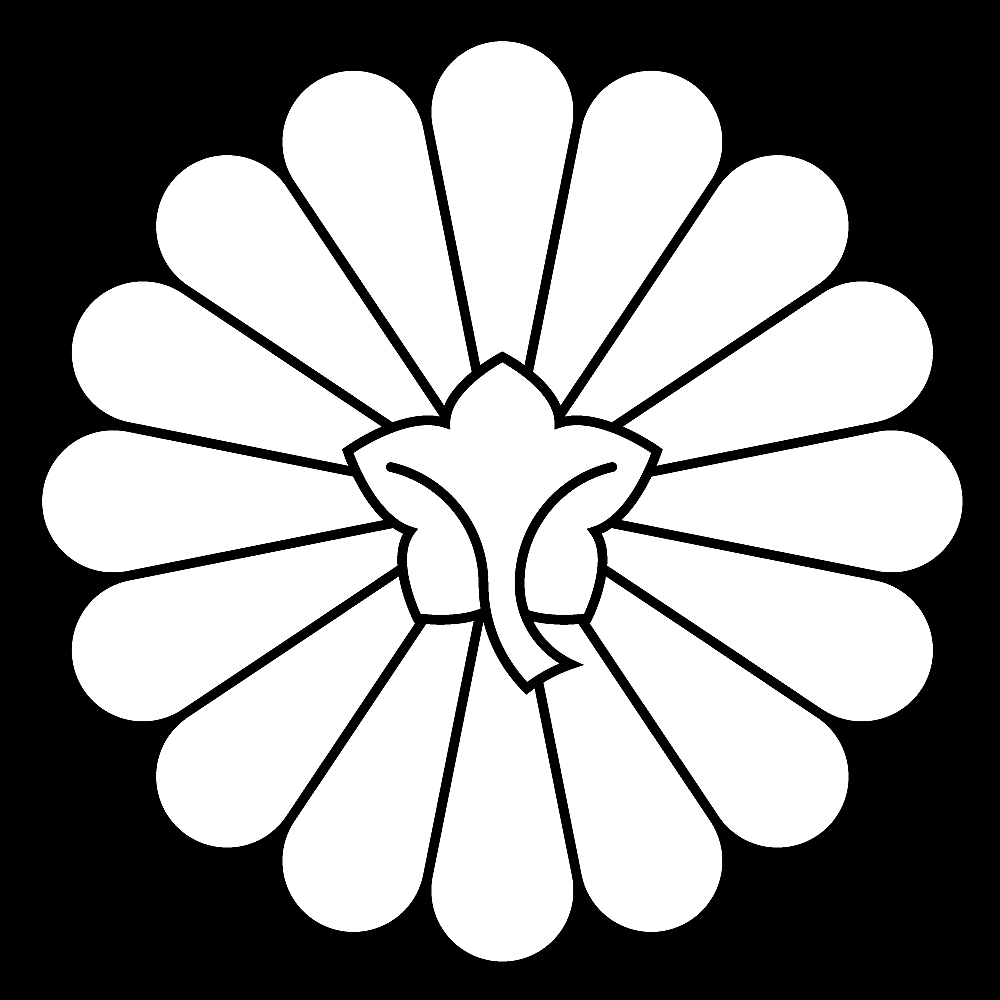
十六葉裏菊紋

『寛政重修諸家譜』（以下『寛政譜』）によれば、剃髪号は澄玄。また蘭軒と号したが（軒号と剃髪号を合わせて「蘭軒澄玄」）、後柏原天皇（在位: 1500年 - 1526年）から「春」の一字を加えられて春蘭軒と号した。また、半井明親は後柏原天皇より紫纓を与えられるとともに、その命により実名を貞長と改めた。
「半井」の家名の使用は上述の通り明親以前にさかのぼるが、「半井先祖書」では明親に関連付けて説明している。京都の烏丸にあった明親の屋敷には大井戸があり、その水は清らかであった。これを半分に区切って用いたことが「半井」の家名の由来であるという。『寛政譜』によれば半分を禁裏に提供し、半分を自家用に使用したことで、後柏原天皇から「半井」の称号（家名）を与えられたとする（自家用でない半分を製薬に用いた、あるいは天皇用の製薬に用いたともいう）。
『寛政譜』によれば、半井明親は将軍足利義政（1436年 - 1490年）より菊花の紋を与えられたという（『寛政譜』によれば、典薬頭半井家の家紋は「裏菊」など）。また、天皇からは「金地裏菊の末広」を与えられた、という。『朝日日本歴史人物事典』では、将軍足利義政の執奏により天皇から金地裏菊御紋付の中啓扇子を与えられ、天皇の命（口宣）によりこれを家紋としたという。

### 明への渡航と「驢庵」の号
「半井先祖書」によれば、永正年間（1504年 - 1521年）に明へ渡航し、当時皇帝であった正徳帝（武宗。在位: 1505年 - 1521年）の疾患の治療に関わった（薬の調進であったともされる）。この褒美として、銅硯1面と驢馬2頭を褒美として賜った。日本への帰国後、驢馬のうち1頭を後柏原天皇に献上した。明親は、驢馬に乗ること、明の官服 (zh:明朝服飾) を着用して参内することが許可され、「驢庵」の号を与えられた。
また、明親は明で熊宗立と交友を持ち（熊宗立に師事したとも）、明親が日本に帰国する際に神農の像と銅人形を贈られたという。熊宗立は福建の医師で、彼が編纂した『医書大全』は日本にもたらされ、日本医学界に多大な影響を及ぼした。ただし、熊宗立の没年は成化18年（1481年）という史料が発見されており、明親と熊宗立との関係は誤伝と見なされる。

### 晩年
『堺市史』によれば、明親の父である利長は晩年は堺に隠棲した。明親もまた堺で隠棲したとある。
天文16年（1547年）4月7日死去。『朝日日本歴史人物事典』によれば死没地は京都。大徳寺真珠庵に葬られた。真珠庵に明親の肖像画（狩野元信筆）があり、明の官服を着用した姿で描かれている。

## 系譜
『寛政重修諸家譜』では、以下の4子を挙げる。
- 半井明英（寿琳、閑嘯軒）
- 半井光成（瑞策、通仙院）
- 半井竹和軒
- 半井洞軒

明親の継嗣は明英（寿琳、閑嘯軒）で、官位は正三位宮内少輔・修理大夫に上った。その弟の光成（瑞策、通仙院、二代驢庵）が医師としての家業を継いで朝廷や織田信長・豊臣秀吉の診察にあたり、光成の子孫が江戸幕府に出仕し典薬頭となったため、明英の家の方が分家のようになった。『寛政譜』編纂時の呈譜では、光成を明英の子として挙げるという。